# Barr-Test
Der Barr-Test ist eine Untersuchung des Geschlechts-Chromatins eines Menschen. Mit Hilfe dieses Tests lässt sich feststellen, ob ein Mensch genetisch gesehen dem weiblichen Genotyp entspricht, also zwei X-Chromatine besitzt (vergleiche Intersexualität). Eine solche Geschlechtsbestimmung wird vor allem bei Wettkämpferinnen im Sportbereich durchgeführt, da einige intersexuelle Syndrome, die mit XY-Chromosomen, aber einem weiblichen Körper einhergehen, vermutlich zu körperlichen Vorteilen gegenüber XX-Frauen führen; daher werden intersexuelle Menschen oft von sportlichen Wettkämpfen ausgeschlossen.
Dazu prüft man, ob ein so genannter Barr-Körper (Barr body) im Kern einer Zelle der Untersuchungsperson vorhanden ist. Für Schnelltests können etwa die Zellen der Haarwurzelscheide untersucht werden. Die Test-Kandidatinnen müssen sich dazu nur ein paar Haare ausrupfen. Ist nach einer Spezialbehandlung mit der Feulgenfärbung (blau-lila Farbton) nur ein einziger Barr-Körper in den mikroskopisch betrachteten Zellkernen vorhanden, handelt es sich um eine „normale“ Frau oder um einen Menschen mit Klinefelter-Syndrom. Liegt kein Barr-Körper vor, handelt es sich entweder um einen Mann oder um eine Frau mit Turner-Syndrom oder Androgen-Insensibilität oder anderen IS-Syndromen. Liegen zwei Barr-Körper vor, hat eine Frau das Triple-X-Syndrom. 1992 wurde der Test durch den Polymerasereaktionstest ersetzt.